# ريتشارد هاردينغ
ريتشارد هاردينغ (14 أكتوبر 1966 ببرستل في المملكة المتحدة - ) (بالإنجليزية: Richard Harding)‏ هو لاعب كريكت بريطاني. لعب مع Herefordshire County Cricket Club ‏.

## وصلات خارجية
- ريتشارد هاردينغ على موقع إي آس بي آن كريك إنفو (الإنجليزية)